# Lee Ji-ah
Lee Ji-ah (이지아?), pseudonimo di Kim Ji-ah (김지아?; Seul, 2 febbraio 1978), è un'attrice sudcoreana.

## Biografia
Laureata in grafica presso l'ArtCenter College of Design di Pasadena, in California, intraprende la recitazione nel 2004 apparendo in uno spot televisivo. Nello stesso anno cambia legalmente il suo nome da Kim Sang-eun a Kim Ji-ah, per poi adottare il nome d'arte Lee Ji-ah. L'attrice è celebre per avuto ruoli da protagonista in numerose serie televisive, fra cui My Mister (2018).

## Filmografia

### Cinema
- Nae nune kkongkkakji (내눈에 콩깍지?), regia di Lee Jang-soo (2009)

### Televisione
- Tae-wangsasin-gi (태왕사신기?) (2007)
- Beethoven Virus (베토벤 바이러스?) (2008)
- Style (스타일?) (2009)
- Athena - Jeonjaeng-ui yeosin (아테나: 전쟁의 여신?) (2010)
- Nado, kkot! (나도 꽃?) (2011)
- Sebeon gyeolhonhaneun yeoja (세번 결혼하는 여자?) (2013)
- Na-ui ajeossi (나의 아저씨?) (2018)
- Oneur-ui tamjeong (오늘의 탐정?) (2018)
- Pandora - Al di là del Paradiso (판도라: 조작된 낙원?, Pandora: Jojakdoe nag-wonLR) – serie TV (2023)